# Milenko Topić
Milenko Topić (in serbo Миленко Топић?; Pančevo, 6 marzo 1969) è un ex cestista e allenatore di pallacanestro serbo.
Anche suo figlio Nikola Topić è un cestista professionista.

## Carriera
Con la Jugoslavia ha disputato i Giochi olimpici di Atlanta 1996, i Campionati mondiali del 1998 e due edizioni dei Campionati europei (1997, 1999).

## Palmarès

### Giocatore
- YUBA liga: 3

Stella Rossa Belgrado: 1997-98
Budućnost: 1999-2000, 2000-01
- Coppa di Jugoslavia: 1

Budućnost: 2001
- Coppa Saporta: 1

Siena: 2001-02
- Lega Adriatica: 1

Hemofarm Vršac: 2004-05

### Allenatore
- Campionato serbo: 1

Stella Rossa Belgrado: 2017-18